# Ludovic Morlot
Ludovic Morlot (Lió, 11 de desembre de 1973) és un director d'orquestra francès. El setembre de 2022 va assumir el càrrec de director titular de l'Orquestra Simfònica de Barcelona i Nacional de Catalunya (OBC).
De jove es va formar com a violinista. Més tard va assistir a la Royal Academy of Music, i va començar els seus estudis de direcció a Londres el 1994, on els seus mentors van incloure Sir Colin Davis, George Hurst i Colin Metters. Al Royal College of Music, va ser professor de direcció de Norman Del Mar. Als EUA, va assistir a l'⁣escola Pierre Monteux per a directors. Va tenir la beca Seiji Ozawa en direcció al festival Tanglewood l'any 2001.

## Carrera professional
Del 2002 al 2004, Morlot va exercir com a director resident a l'Orchestre National de Lyon (ONL) sota la direcció de David Robertson, on les seves responsabilitats incloïen dirigir les dues orquestres juvenils de l'ONL. De 2004 a 2007, va ser director assistent de l'Orquestra Simfònica de Boston, que va dirigir per primera vegada en concerts de subscripció l'abril de 2005.
El treball de Morlot en música contemporània ha inclòs la direcció de les estrenes als Estats Units de Gondwana de Tristan Murail, el gener de 2009, i Helios Choros II (Sun God Dancers) d'⁣Augusta Read Thomas l'octubre de 2009, i l'estrena mundial d'Instances, l'última obra orquestral d'⁣Elliott Carter.

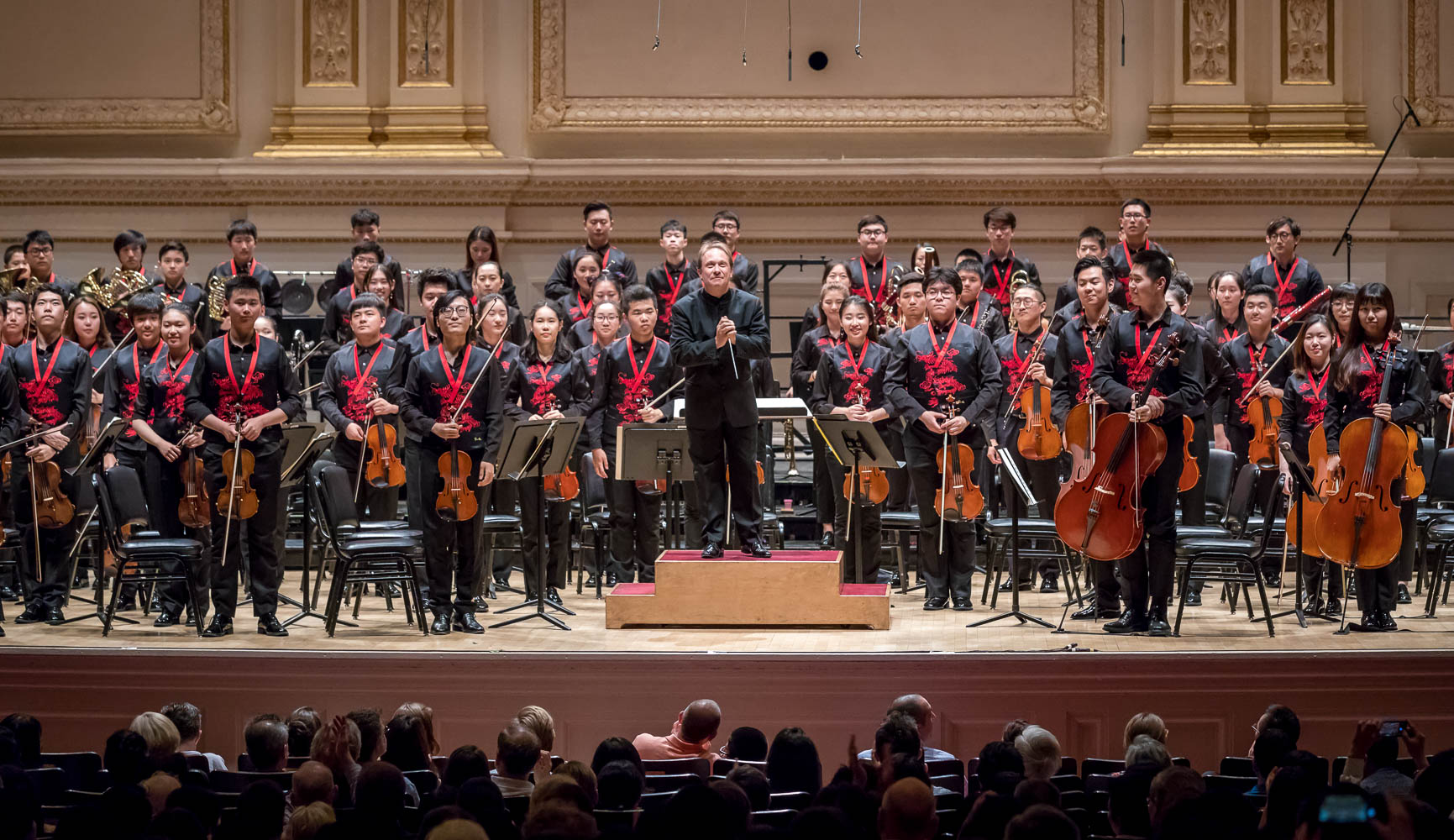
Ludovic Morlot amb la National Youth Orchestra of China al Carnegie Hall el 22 de juliol de 2017.

Morlot va dirigir per primera vegada la Simfònica de Seattle l'octubre de 2009. La seva segona aparició com a convidat amb la Seattle Symphony va ser l'abril de 2010, com a director suplent després de les erupcions d'Eyjafjallajökull de 2010, quan va dirigir un programa diferent preparat amb un temps d'assaig reduït. El juny de 2010, la Seattle Symphony va anunciar el nomenament de Morlot com el seu 15è director musical, efectiu a partir de la temporada 2011-2012, amb un contracte inicial de sis anys. Va ocupar el títol de director musical designat durant la temporada 2010-2011. El juliol de 2015, l'orquestra va anunciar l'extensió del contracte de Morlot fins a la temporada 2018-2019. El 21 d'abril de 2017, l'orquestra va anunciar la conclusió de la direcció musical de Morlot al final de la temporada 2018-2019. Morlot té ara el títol de director emèrit de la Seattle Symphony.
Morlot va fer la seva primera aparició com a director convidat a La Monnaie el 2011. El juny de 2011, La Monnaie va anunciar el nomenament de Morlot com a proper director musical, a partir de la temporada 2012-2013, amb un contracte inicial de cinc anys. Les posicions de Seattle i Brussel·les van representar els primers càrrecs de direcció musical de Morlot d'una orquestra i una companyia d'òpera, respectivament. El desembre de 2014, invocant diferències artístiques, Morlot va renunciar a la direcció de La Monnaie, a partir del 31 de desembre de 2014. Va comentar:
"Crec que l'orquestra i jo no hem aconseguit consensuar una visió artística i, per tant, tant pel seu desenvolupament com pel meu, he pres aquesta decisió de dimitir".
Morlot va exercir com a director de la National Youth Orchestra of China durant la seva gira de concerts inaugural el 2017, que va incloure una actuació amb Yuja Wang al Carnegie Hall. Va tornar com a director per a la seva temporada 2019 amb el pianista Garrick Ohlsson. El gener de 2020, va ser anunciat com a director artístic de l'organització. El novembre de 2021, l'⁣Orquestra Simfònica de Barcelona i Nacional de Catalunya van anunciar el nomenament de Morlot com a proper director titular, amb efecte a partir de la temporada 2022-2023, amb un contracte inicial de quatre temporades.

## Vida personal
Morlot i la seva dona Ghizlane tenen dues filles, Nora i Iman. El març de 2012, Morlot va ser nomenat professor afiliat de música a la Universitat de Washington (UW). El curs 2013-2014, Morlot es va convertir catedràtic d'estudis de direcció d'orquestra a la UW. El 2014, va ser escollit membre de la Royal Academy of Music "en reconeixement de la seva important contribució a la música".